# Santo Bertelli
Santo (Sante) Bertelli (Arquata Scrivia, 1º novembre 1840 – Genova, 6 febbraio 1892) è stato un pittore e scultore italiano.

## Biografia
Nato ad Arquata Scrivia da Luigia Pessino e dal panettiere Domenico, frequenta a Gavi Ligure la bottega degli artisti Luigi e Francesco Montecucco. 
Grazie alle sovvenzioni del marchese Domenico Serra, dal 1857 frequenta l'Accademia ligustica di Belle Arti di Genova, dove è allievo di Giuseppe Frascheri, Raffaello Granara e Giuseppe Isola. 
Nel 1867, a seguito dell'aggiudicazione di una borsa di studio, prosegue la sua formazione alla Accademia di San Luca di Roma, dove si stabilisce e viene arrestato con il sospetto di cospirazione politica.
Di ritorno a Genova, unitamente a Benedetto Musso, Antonio Varni, Agostino Fossati e Giuseppe Raggio si avvicina alla Scuola grigia, corrente caratterizzata dal superamento degli ideali romantici per abbracciare un convinto naturalismo di derivazione francese.
Nel 1871 sposa Angela, figlia del maestro Luigi Montecucco, con la quale genera sette figli fra cui il pittore Giovanni Tito, insegnante all'Accademia ligustica di Belle Arti.
In questa fase, Bertelli è molto attivo nella realizzazione di affreschi presso numerose chiese liguri, tra le quali la cattedrale di San Michele Arcangelo di Albenga e la Chiesa di San Dalmazio di Savona.
Muore a Genova il 6 febbraio 1892, poco dopo essere stato insignito della carica di Cavaliere della Corona d'Italia; a lui è dedicato un busto nella piazza omonima antistante il palazzo municipale del suo comune natale, così come una via nel quartiere genovese di Sampierdarena.

## Stile
Pittore e acquafortista appartenente alla Scuola grigia, è convinto seguace del Verismo che introduce anche nella pittura religiosa, come i numerosi affreschi realizzati nelle chiese liguri.
Noto per la sua speciale tecnica, dato che era solito plasmare con la creta i personaggi da riprodurre sull'intonaco, al fine di
studiarne la disposizione e creare degli effetti di ombre e di luci, ottenendo così efficacia plastica e colori chiari.

## Opere principali
- Episodio della vita di Cristoforo Colombo (1865), olio su tela, Palazzo Doria-Spinola, Genova;
- Studio dei Fratelli Montecucco (1872), olio su tela, collezione privata;
- La scelta dei modelli (1878), olio su tela, collezione privata;
- Ritratto di Marie Joséphine [Mirette] Tanska Cambiaso (1879), olio su tela, Galleria d'Arte Moderna, Genova[6];
- Ritratto di giovane donna (1890), olio su tela, collezione privata;
- Ritratto della marchesa Pallavicini Cambiaso (non datata), olio su tela, collezione privata;
- Ritratto di Monsignor Oneto (non datata), olio su tela, collezione privata;
- Ritratto della Marchesa Cambiaso-Petrano (non datata), olio su tela, collezione privata;
- Ritratto del pittore Francesco Gandolfi (non datata), olio su tela, Museo dell'Accademia Ligustica, Genova[7];
- Ritratto di Anna Beretta-Devoto (non datata), olio su tela, collezione privata;
- Ritratto di Anna Ramorino(non datata), olio su tela, collezione privata;
- Ritratto della famiglia Noli da Costa( non datata), olio su tela, collezione privata;
- Maschera ubriaca (non datata), olio su tela, Pinacoteca di Imperia;
- Pescatore ligure (non datata), olio su tela, Pinacoteca di Imperia;
- Bambine che danno da mangiare a un cieco (non datata), olio su tela, Galleria d'Arte Moderna, Genova.